# Blanzy-la-Salonnaise

Blanzy-la-Salonnaise este o comună în departamentul Ardennes din nordul Franței. În 1 ianuarie 2022 avea o populație de 397 de locuitori.